# Dystrykt Ghanzi
Dystrykt Ghanzi (inna nazwa: Ghantsi) – jeden z 9 dystryktów Botswany, znajdujący się w zachodniej części kraju. Stolica dystryktu to Ghanzi. W 2011 roku dystrykt ten zamieszkiwało nieco ponad 43 tys. ludzi. W 2001 roku liczba ludności wyniosła 33 170 osób.
Dystrykt Ghanzi podzielony jest na dwa poddystrykty: CKGR i Ghanzi.